# マッシブ・タレント
『マッシブ・タレント』（The Unbearable Weight of Massive Talent）は、2022年のアメリカ合衆国のアクションコメディ映画。トム・ゴーミカンが監督、ゴーミカンとケヴィン・エッテンが脚本を務める。主演のニコラス・ケイジは架空の自分を演じ、ペドロ・パスカル、シャロン・ホーガン、ティファニー・ハディッシュ、ニール・パトリック・ハリスらが出演する。

## ストーリー
多くの名作に出演しレジェンドとも称される俳優ニック・ケイジは、現在では見る影もなく落ちぶれてしまっていた。新たな役を掴もうと行動するが空回りするだけで実を結ばず、離婚した妻オリヴィアや娘アディとの関係も上手くいっていない。ホテルに連泊し続けているが宿泊代金は支払っておらず、それが60万ドルに達したところで部屋から締め出されてしまう。
ニックは俳優業からの引退を決め、最後に“ある男の誕生パーティーに出席する”という報酬100万ドルの仕事を受ける。男はオリーブ農園を経営するハビといい、マヨルカ島にある自分の屋敷に訪れたニックを部下のガブリエラと共に歓待するが、彼が引退したと聞きショックを受ける。翌朝、ハビはニックを近くの崖に連れて行くと、突然“追っ手から逃げる演技”を始めた。困惑するニックに対してハビは、俳優としての才能を称賛して引退しないように訴えかける。ハビの熱意に心打たれたニックは“追っ手から逃げる演技”に同調し、2人は崖から海へと飛び込む。
引退を撤回したニックに、ハビは自分が執筆した脚本の話をするが、彼はエージェントからその話を聞かされていなかった。改めて脚本を送られたニックが街のバーで酒を飲んでいると、何者かに身柄を拘束される。アメリカ政府の人間だという彼ら、ヴィヴィアンとマーティン曰く、ハビは国際的な武器カルテルのボスで多くの人間を殺しており、現在もスペインの首相候補の娘マリアを人質として誘拐しているという。
ニックは彼らに協力しスパイ活動を行うことを決め、誕生日パーティーの隙を突いて監視カメラシステムに侵入するための現地作業を行う。撃退用の毒を自分に使ってしまうミスを犯しながらもなんとか作業を終えると、以降は屋敷内に監禁されているマリアを探すことになった。ニックが脚本の推敲を提案すると屋敷への滞在延期を快諾されるが、ヴィヴィアンたちは一向にマリアの居場所を特定できない。捜索のためハビの映画に“娘が誘拐される”という展開を入れることを提案してみるも、深読みしたハビはニックの娘との不和を解決させようと、オリヴィアとアディを騙して屋敷に連れてきてしまう。
昼食の席で関係を修復しようとニックが試みて失敗した頃、ハビの仲間であるルーカスが屋敷を訪れる。家族を無事に脱出させたいニックがヴィヴィアンに連絡すると、「ハビを捕まえ始末すれば救出できるかもしれない」と提案される。一方でハビはルーカスから、イタリアンマフィアと手を組むことになったという話の流れで、マリアを誘拐した犯人がルーカスであることやニックがスパイであることを知らされ、「死にたくなければニックを殺せ」と脅されてしまう。
覚悟を決めた2人は崖へ向かい銃を突きつけあうがどちらも撃てず、痺れを切らしたルーカスの手下に襲撃される。なんとか手下から逃れて屋敷に戻るが、アディはルーカスに捕らえられてしまっており、助けを求めたヴィヴィアンたちの潜伏場所へ向かうも既に殺されていた。ニックとハビはオリヴィアとガブリエラを連れてハビの隠れ家に逃げ込むと、アディとマリアを救出するため、ニックがイタリアンマフィアのボスに変装してルーカスのアジトに堂々と入る作戦を考案する。
作戦は成功するが、些細なミスから変装が発覚しかけたニックはルーカスの銃を奪って人質にし、オリヴィアにアディとマリアを連れて逃げるよう指示する。ニック自身も窮地を脱すると、救援に来たハビと共に女性たちの待つ車に乗り込み大使館へと急ぐ。しかし、追っ手から逃げ切れないと判断したハビが車を降り足止めを申し出ると、ガブリエラもその場に残って追っ手を迎え撃つ。
ニックたちはカーチェイスの末に大使館へ逃げ込み、追いすがってきたルーカスを撃退する。それと同時に、場面はその様子を描いた映画の映像へと切り替わり、プレミア上映されている劇場では主演のニックへと万雷の拍手が送られていた。劇場でハビと再会したニックはプレミアのパーティーへの誘いを断り、関係が修復した家族との団欒を選ぶ。

## 登場人物・キャスト
※括弧内は日本語吹替。
ニック・ケイジ
演 - ニコラス・ケイジ（大塚明夫）
落ちぶれた元大物俳優。本名はニコラスだが愛称のニックで呼ばれることが多い。カリガリ博士という映画のファン。
俳優としてのキャリアは実際の本人とほぼ同じようで、作中でも出演作が何作か言及される。
ニッキー
演 - ニコラス・キム・コッポラ（大塚明夫）
ニックの目の前に現れるもう1つの人格。
ハビ
演 - ペドロ・パスカル（諏訪部順一）
オリーブ農園を営む男性。グッズや映画の小道具を大量に収集するほどニックの大ファンで、彼を自身の誕生パーティーに招待し、自作の映画に出演してもらおうとする。
裏社会では国際的な武器カルテルのボスということになっているが、実際に組織を取り仕切っているのはルーカスである。
ヴィヴィアン
演 - ティファニー・ハディッシュ（米倉希代子）
アメリカ政府のエージェント。ハビを追っている。
オリヴィア
演 - シャロン・ホーガン（藤本喜久子）
ニックの元妻。娘のアディと共に暮らしている。
ルーカス・グティエレス
演 - パコ・レオン（花輪英司）
武器カルテルの一味でハビの従兄弟。ハビの父親から組織を受け継ぎ、表向きはハビをボスとしているが、内心では不満を抱いている。
リチャード・フィンク
演 - ニール・パトリック・ハリス（玉井勇輝）
ニックのエージェント。ハビから脚本が送られていることをニックに話さないまま送り出した。
アディ・ケイジ
演 - リリー・シーン（鈴代紗弓）
ニックの娘。独りよがりなニックにうんざりしている。
ガブリエラ
演 - アレッサンドラ・マストロナルディ（森なな子）
ハビのもとで農業部門全般を任されている女性。ハビとは密かに想い合う仲。
カルロス
演 - ジェイコブ・スキピオ（石黒史剛）
ルーカスの部下。
マリア
演 - カトリン・ヴァニュコヴァ
スペインの首相候補の娘。
オリヴィア役の女優
演 - デミ・ムーア
アディ役の女優
演 - アナ・マクドナルド
監督
演 - デヴィッド・ゴードン・グリーン（斎藤寛仁）
本人役。
マーティン
演 - アイク・バリンホルツ（赤坂柾之）
アメリカ政府のエージェント。ヴィヴィアンの相棒。

## 製作
ニコラス・ケイジが演じる主人公ニック・ケイジは同名の架空の人物で、実際のニコラス・ケイジとは性格が異なる。オファーを受けたニコラス・ケイジは「3～4回」出演を辞退したが、監督のトム・ゴーミカンから直筆の手紙を受け取り、出演を承諾したという。ニック・ケイジのもう一つの人格であるニッキーの登場はニコラス・ケイジの発案で、ニコラス・ケイジが『ワイルド・アット・ハート』のプロモーションのために『Wogan』に出演した時のエピソードを参考にキャラクターが作られた。2019年11月25日にライオンズゲートが映画化の権利を取得し、2020年8月にペドロ・パスカルが出演交渉に入った。2020年9月にシャロン・ホーガン、ティファニー・ハディッシュの出演が決まり、10月にはリリー・シーンが起用された。11月にはニール・パトリック・ハリスの出演が決まった。
2020年10日5日から11月24日にかけて主要撮影が行われ、ドゥブロヴニクを含むクロアチア各地で撮影された。映画音楽の作曲はマーク・アイシャムが手掛けている。

## 公開
2022年4月22日にアメリカで公開された。ニュージーランドでは2021年3月19日に公開予定だったが延期され、2022年4月17日に公開された。劇場公開に先立つ3月12日には、サウス・バイ・サウスウエストでプレミア上映されている。日本では2023年3月24日に公開された。
2022年6月7日からVOD配信が始まり、同月21日にはBlu-ray、DVD、4K UHDが発売された。10月21日にはStarzで放送された。

## 評価

### 興行収入
『マッシブ・タレント』の興行収入は北米で2030万ドル、海外市場で880万ドルを記録し、最終的な興行収入は2910万ドルとなっている。アメリカ・カナダでは『バッドガイズ』『ノースマン 導かれし復讐者』と同日公開され、オープニング週末には3036劇場から500万～1000万ドルの興行収入を見込んでいた。公開初日の興行収入は290万ドル（木曜日のプレミア上映の興行収入83万5000ドルを含む）を記録し、オープニング週末の興行収入は710万ドルとなり、週末興行成績第5位にランクインした。Deadline Hollywoodは興行収入が低調だった理由として、「『マッシブ・タレント』と同じ観客層をターゲットにしていた『ノースマン 導かれし復讐者』と公開時期が重なったことが興行収入に影響した」と分析している。また、認知度の低さやニコラス・ケイジがSNS上でのプロモーション活動をしていない点も理由として挙げている。観客のうち59%は男性で、年齢層は18～34歳が全体の57%を占めていた。公開第2週末に390万ドル（第6位）、公開第3週末に160万ドル（第8位）、公開第4週末に110万ドル（第10位）の興行収入を記録している。公開第5週末に75万4976ドルの興行収入を記録し、ランキング圏外となった。

### 批評
Rotten Tomatoesには309件の批評が寄せられ支持率87%、平均評価7.2/10となっており、批評家の一致した見解は「スマートで面白く、驚くほど独創的な『マッシブ・タレント』でニコラス・ケイジはゴンゾーのピークを迎え、ペドロ・パスカルの演技がそれに続いた」となっている。Metacriticでは52件の批評に基づき68/100の評価を与えている。

### 受賞・ノミネート
| 映画賞                                          | 授賞式         | 部門                                          | 対象 | 結果       | 出典          |
| ----------------------------------------------- | -------------- | --------------------------------------------- | --- | ---------- | ------------- |
| 第5回ハリウッド批評家協会ミッドシーズン映画賞   | 2022年7月1日   | 作品賞                                        | 『マッシブ・タレント』                                                                                    | ノミネート | [ 31 ]        |
| 第5回ハリウッド批評家協会ミッドシーズン映画賞   | 2022年7月1日   | 主演男優賞                                    | ニコラス・ケイジ                                                                                          | ノミネート | [ 31 ]        |
| 第5回ハリウッド批評家協会ミッドシーズン映画賞   | 2022年7月1日   | 助演男優賞                                    | ペドロ・パスカル                                                                                          | ノミネート | [ 31 ]        |
| 第5回ハリウッド批評家協会ミッドシーズン映画賞   | 2022年7月1日   | 脚本賞                                        | - トム・ゴーミカン - ケヴィン・エッテン                                                                   | ノミネート | [ 31 ]        |
| ゴールデン・トレーラー賞                        | 2022年10月6日  | コメディ賞                                    | - 『マッシブ・タレント』 - 「Cage Cutdown」                                                               | 受賞       | [ 32 ] [ 33 ] |
| 50周年記念サターン賞                            | 2022年10月25日 | ファンタジー賞                                | 『マッシブ・タレント』                                                                                    | ノミネート | [ 34 ]        |
| 第26回ラスベガス映画批評家協会賞                | 2022年12月12日 | コメディ映画賞                                | 『マッシブ・タレント』                                                                                    | ノミネート | [ 35 ]        |
| 第19回セントルイス映画批評家協会賞              | 2022年12月18日 | コメディ映画賞                                | 『マッシブ・タレント』                                                                                    | ノミネート | [ 36 ]        |
| 第27回サンディエゴ映画批評家協会賞              | 2023年1月6日   | コメディ演技賞                                | ニコラス・ケイジ                                                                                          | ノミネート | [ 37 ]        |
| 第28回クリティクス・チョイス・アワード          | 2023年1月15日  | コメディ映画賞                                | 『マッシブ・タレント』                                                                                    | ノミネート | [ 38 ]        |
| 第6回ハリウッド批評家協会映画賞                 | 2023年2月24日  | コメディ映画賞                                | 『マッシブ・タレント』                                                                                    | ノミネート | [ 39 ]        |
| 第3回クリティクス・チョイス・スーパー・アワード | 2023年3月16日  | アクション映画賞                              | 『マッシブ・タレント』                                                                                    | ノミネート | [ 40 ]        |
| 第3回クリティクス・チョイス・スーパー・アワード | 2023年3月16日  | アクション映画主演男優賞                      | ニコラス・ケイジ                                                                                          | ノミネート | [ 40 ]        |
| 第3回全米セットデコレーター協会賞               | 2023年4月23日  | コメディ・ミュージカル映画部門装飾/デザイン賞 | - レティツィア・サントゥッチ - （セットデコレーター） - ケヴィン・カヴァノー - （プロダクションデザイン） | 受賞       | [ 注釈 3 ]    |